# Norrbottens norra kontrakt
Norrbottens norra kontrakt var ett kontrakt inom Svenska kyrkan i Luleå stift. Det upphörde 30 juni 1959

## Administrativ historik
Kontraktet bildades 1906 
från större delen av Västerbottens fjärde kontrakt
- Övertorneå församling
- Hietaniemi församling
- Korpilombolo församling
- Nedertorneå församling 1928 namnändrad till Nedertorneå-Haparanda församling
- Pajala församling
- Muonionalusta församling
- Tärendö församling bildad
- Karl Gustavs församling

från en del av Västerbottens tredje kontrakt
- Överkalix församling

1914 bildades 
- Junosuando församling

Vid upplösningen övergick Överkalix församling till Kalix kontrakt och de övriga till Torne kontrakt

## Kontraktsprostar
| Ämbetstid | Namn                    | Levnadstid | Övrigt                               |
| --------- | ----------------------- | ---------- | ------------------------------------ |
| 1906–1925 | Anton Nyman             |            | Kyrkoherde i Nedertorneå församling. |
| 1925–1935 | Alexander Alexandersson |            | Kyrkoherde i Hietaniemi församling.  |
| 1935–1946 | Per Boreman             |            | Kyrkoherde i Övertorneå församling.  |
| 1946–1959 | Carl Emanuel Bäckström  | 1903–      | Kyrkoherde i Hietaniemi församling.  |